# 海底窪地
海底窪地（かいていくぼち、Pockmarks）とは、海底に存在する穴であり、凹んだ地形のことである。英語をそのまま音訳して、ポックマークとも呼ばれる。

## 概説
海底窪地の成因は、気体や液体が噴出した、または、それらが流れたことによる。海底窪地は、Bedford Institute of Oceanographyに所属する、ルー・キング（Lew King）とブライアン・マクリーン（Brian McLean）によって、カナダのノバスコシア州の沖で1960年代終盤に発見された。海底窪地のような地形は、陸地の表面には滅多に存在しないので、海底でこのような地形が見つかるとは予想されていなかった。したがって、1960年代終盤にケルビン・ヒュージス（Kelvin Hughes）によって改良された新型のソナーを使ったことで、初めてカナダのノバスコシア州の沖の海底窪地が、予期せずたまたま発見された。このカナダのノバスコシア州の沖の海底窪地は、直径約150m、深さ約10mほどの大きさであった。
その後、より分解能の高いソナーが登場したこともあり、海底窪地は世界中の海底で発見されている

。